# 天津北駅
天津北駅（てんしんきた-えき）は中華人民共和国天津市河北区に位置する、中国鉄路総公司（CR）の駅である。
本項では、近接する天津地下鉄の北駅（きたえき）についても記述する。

## 利用可能な鉄道路線
中国鉄路総公司（CR）
津山線
津薊線
天津地下鉄
■3号線
■6号線

## 歴史
- 1903年 - 新開河火車駅として開業。
- 1912年 - 天津総駅に改名。
- 1938年 - 天津北駅に改名。
- 2012年10月1日 - 天津地下鉄3号線が開業。
- 2016年8月6日 - 天津地下鉄6号線が開業。

## 駅構造

### 中国鉄路総公司
島式ホーム3面6線を有する地上駅。

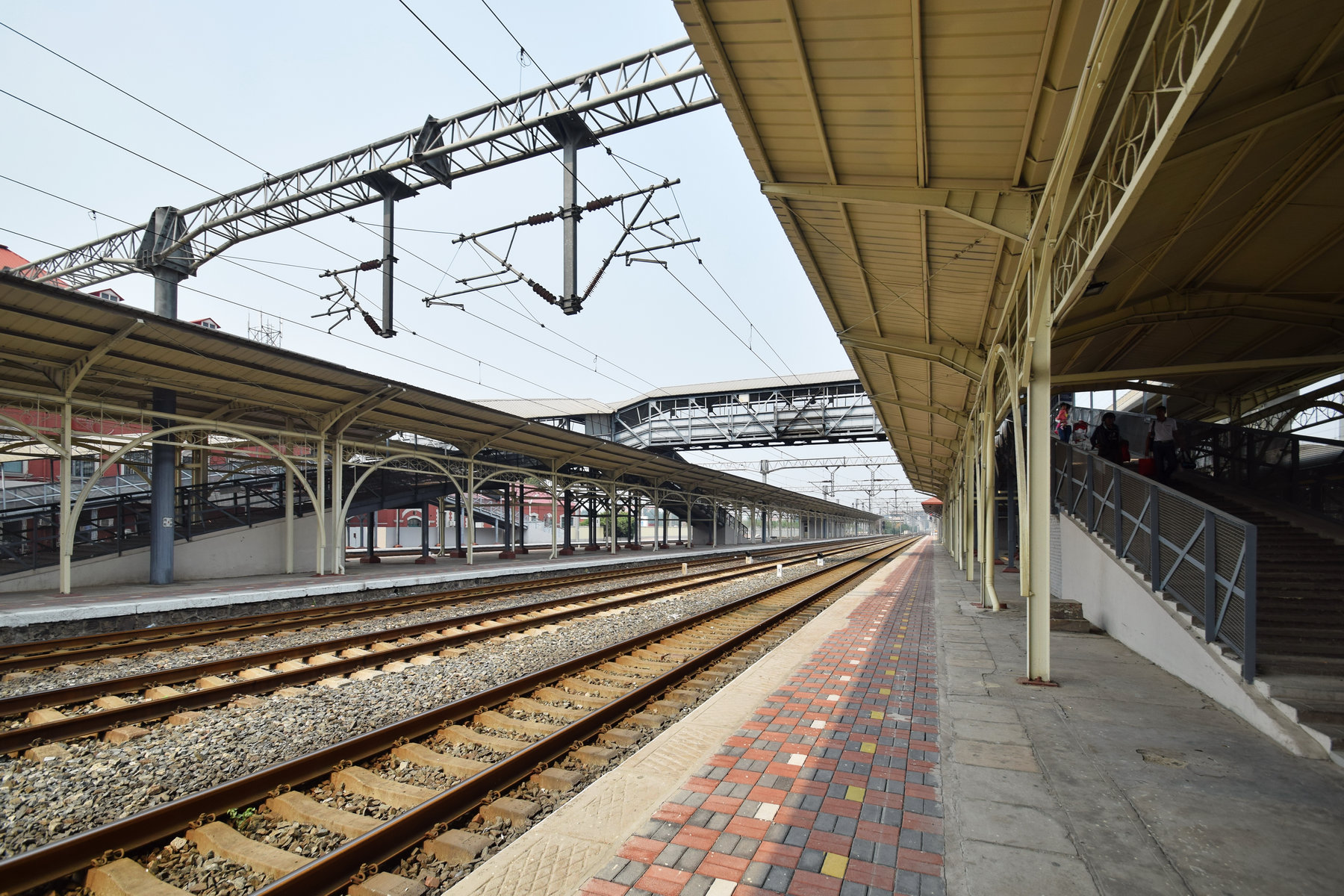
プラットホーム

### 天津地下鉄
地下3階構造。地下1階は改札階、地下2階は3号線ホーム（島式1面2線）、地下3階は6号線ホーム（島式1面2線）となっている。

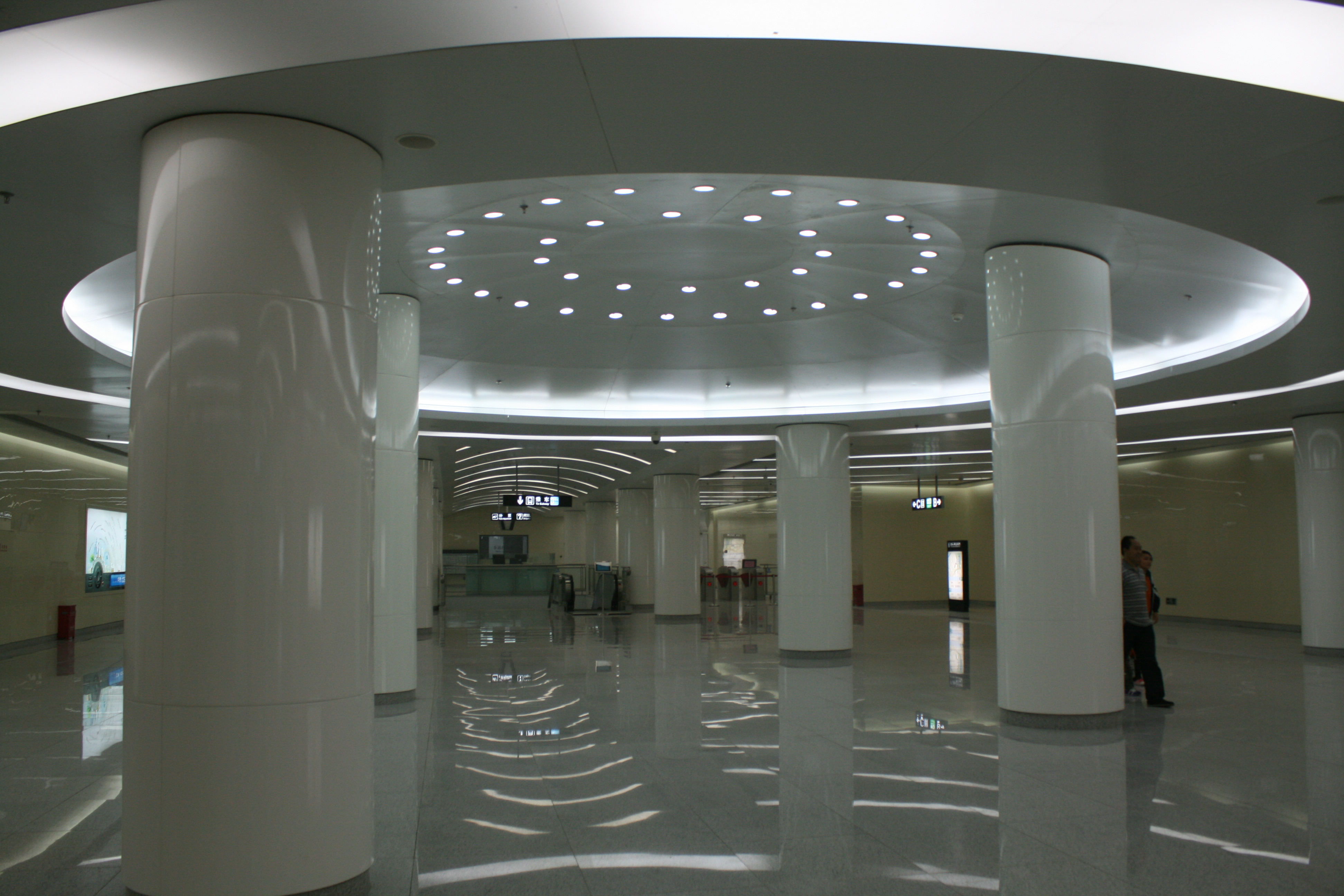
コンコース

## 隣の駅
中国鉄路総公司
津山線
南倉駅 - 天津北駅 - 天津駅
津薊線
天津駅 - 天津北駅 - 南倉駅
天津地下鉄
■3号線
中山路駅 - 北駅 - 鉄東路駅
■6号線
北寧公園駅 - 北駅 - 新開河駅